# Przybliżenie jednoelektronowe
Przybliżenie jednoelektronowe – uproszczenie obliczeniowe stosowane w chemii kwantowej ułatwiające obliczenie funkcji falowych elektronów znajdujących się w sferze oddziaływania jądra atomowego (jednego lub więcej), które stanowi podstawę teorii orbitali elektronowych.
W przybliżeniu jednoelektronowym wieloelektronowa funkcja falowa jest wyznacznikiem Slatera funkcji jednoelektronowych, czyli orbitali. Orbital wybranego elektronu jest funkcją falową tego elektronu w polu pochodzącym z uśrednionego ruchu pozostałych elektronów w układzie. Przybliżenie jednoelektronowe z założenia całkowicie zaniedbuje korelację elektronową.
Metoda obliczeniowa wykorzystująca przybliżenie jednoelektronowe nazywa się metodą Hartree-Focka lub metodą pola samouzgodnionego.